# Magyar Kupa 2021-2022
La Magyar Kupa 2021-2022, conosciuta anche come 2021–2022-es MOL Magyar Kupa per ragioni di sponsorizzazione, è stata l'82ª edizione della coppa nazionale ungherese, iniziata il 7 agosto 2021 e terminata l'11 maggio 2022. L'Újpest era la squadra campione in carica. Il Ferencváros ha conquistato il trofeo per la ventiquattresima volta nella sua storia.

## Formula
Ai primi 4 turni hanno preso parte le squadre dei livelli calcistici inferiori ungheresi. Dal quinto turno partecipano le squadre dei primi quattro livelli calcistici ungheresi. In tutti i turni gli incontri sono a gara unica.

## Quinto turno
Il sorteggio è stato effettuato il 3 agosto 2021.
| Squadra 1             | Risultato       | Squadra 2                 |
| --------------------- | --------------- | ------------------------- |
| 7 agosto 2021         |                 |                           |
| Mun SE                | 0 – 3           | Csepel                    |
| Hatvan                | 2 – 1           | Sajóbábony Vegyész        |
| Rackeve               | 1 – 0           | Kalocsai                  |
| Abda                  | 3 – 6           | Tihanyi                   |
| Algyő SK              | 1 – 4           | UFC Gyömrő                |
| Bátaszék SE           | 0 – 0 (7-6 dtr) | Erd                       |
| Cigánd                | 1 – 2           | Hidasnemeti VSC           |
| Csenger               | 0 – 2           | Kazincbarcika             |
| Debreceni EAC         | 3 – 1           | Tiszafüred VSE            |
| Derecskei             | 1 – 4           | Gyöngyös                  |
| Eger                  | 1 – 2           | Putnok                    |
| ENCS                  | 0 – 4           | Ibrány SE                 |
| Ersekvadkert          | 3 – 4           | Karancslapujtő            |
| Esztergom             | 0 – 7           | Zalaszentgrót             |
| Fovarosi Vizmuvek     | 2 – 3           | Szabadszállási            |
| Gárdony               | 0 – 1           | Kaposvár                  |
| Gyöngyös              | 2 – 8           | Tállya KSE                |
| Haladas Zanati        | 1 – 4           | Ménfőcsanak               |
| Ikarus Budapest SE    | 0 – 4           | Hódmezővásárhelyi         |
| Jamina SE             | 1 – 6           | Várfürdő-Gyulai Termál FC |
| Jánossomorja          | 1 – 7           | Veszprém                  |
| Kadarkut              | 3 – 2           | Kozármisleny              |
| Kiskorosi             | 0 – 3           | Dabas-Gyon                |
| Kormend VSE           | 1 – 3           | Mosonmagyaróvári          |
| Korosladany MSK       | 1 – 5           | Dabas                     |
| Monor                 | 1 – 0           | Rákosmente KSK            |
| Nagyatádi             | 2 – 2 (4-3 dtr) | Dunaújváros PASE          |
| Nagydobosi            | 2 – 5           | Tarpa                     |
| Sárosd NSK            | 1 – 0           | Komlói Bányász            |
| Semjénháza SE         | 1 – 0           | Balatoni Vasas SE         |
| Szeged VSE            | 3 – 2           | Füzesgyarmat              |
| Szekszárd             | 1 – 3           | Bicskei                   |
| Taksony SE            | 2 – 10          | Cegléd                    |
| Teskand               | 3 – 1           | Sárvári                   |
| Tiszasziget           | 1 – 2           | BVSC Budapest             |
| Tököl Városi SK       | 2 – 1           | Szepetnek                 |
| Törökszentmiklós      | 2 – 0           | BKV Előre                 |
| Vác                   | 3 – 0           | Tiszaújváros              |
| Vasarosnameny SE      | 0 – 7           | Sényő-Carnifex            |
| Zsambek               | 3 – 1           | Lipót                     |
| 8 agosto 2021         |                 |                           |
| PVSK                  | 1 – 5           | Iváncsa                   |
| Monostorpalyi         | 4 – 2           | Berkenye                  |
| Budai FC              | 0 – 2 (dts)     | Tordas                    |
| CSO-Ki                | 4 – 5           | Jászberény Vasas          |
| Rakamazi Spartacus SE | 1 – 5           | Hered                     |
| Albertirsai           | 0 – 1           | Karcagi SE                |
| Balatonkeresztur      | 1 – 2           | Bonyhád                   |
| Csolnoki              | 1 – 10          | SC Sopron                 |
| Csorna                | 2 – 4           | Balatonfüred              |
| Ercsi                 | 4 – 2           | Villány                   |
| Felsőzsolca           | 0 – 0 (5-4 dtr) | SBTC Szerdan              |
| Gyorujbarati          | 1 – 6           | Pápai SE                  |
| Hajdúszoboszlói SE    | 1 – 4           | Balassagyarmat            |
| Jánoshalmi            | 5 – 0           | Kiskundorozsma            |
| Koronco               | 5 – 2           | Szentantalfa              |
| Majosi SE             | 0 – 1           | Pecsvarad Spartacus       |
| Móri SE               | 7 – 3           | Csesztreg                 |
| Mosonszentmiklosi     | 0 – 7           | Perbal                    |
| Somogysard            | 2 – 3           | Nagykanizsa               |
| Szabadkikötő          | 0 – 5           | Kelen SC                  |
| Szarvasi              | 0 – 2           | ESMTK Budapest            |
| Tanakajd              | 1 – 7           | Balatonalmadi SE          |
| Taplan                | 0 – 11          | Tatabánya                 |
| Úrkút                 | 1 – 3 (dts)     | Komárom VSE               |

## Sesto turno
Il sorteggio è stato effettuato l'11 agosto 2021.
| Squadra 1                 | Risultato       | Squadra 2        |
| ------------------------- | --------------- | ---------------- |
| 27 agosto 2021            |                 |                  |
| Balatonfüred              | 0 – 1           | Pápai SE         |
| Balatonalmadi SE          | 2 – 7           | Veszprém         |
| 28 agosto 2021            |                 |                  |
| Balassagyarmat            | 3 – 0           | Putnok           |
| Tordas                    | 0 – 9           | Iváncsa          |
| Hered                     | 0 – 4           | Hatvan           |
| Rackeve                   | 1 – 4           | Dabas            |
| Bonyhád                   | 2 – 2 (4-2 dtr) | Nagyatádi        |
| Cegléd                    | 5 – 2           | Törökszentmiklós |
| Csepel                    | 4 – 0           | Bátaszék SE      |
| Hódmezővásárhelyi         | 0 – 2           | ESMTK Budapest   |
| Jánoshalmi                | 0 – 6           | Monor            |
| Kadarkut                  | 0 – 4           | Nagykanizsa      |
| Koronco                   | 1 – 4           | SC Sopron        |
| Pecsvarad Spartacus       | 2 – 3           | Kelen SC         |
| Perbal                    | 1 – 4           | Teskand          |
| Sényő-Carnifex            | 2 – 0           | Tállya KSE       |
| Szeged VSE                | 2 – 1           | Dabas-Gyon       |
| Tarpa                     | 0 – 4           | Debreceni EAC    |
| Zalaszentgrót             | 3 – 1           | Tihanyi          |
| Zsambek                   | 1 – 2           | Mosonmagyaróvári |
| Kaposvár                  | 2 – 1           | Bicskei          |
| Kazincbarcika             | 4 – 0           | Hidasnemeti VSC  |
| 29 agosto 2021            |                 |                  |
| Semjénháza SE             | 1 – 5           | Tököl Városi SK  |
| Ercsi                     | 1 – 2           | Sárosd NSK       |
| Gyöngyösi AK              | 2 – 3           | Felsőzsolca      |
| Várfürdő-Gyulai Termál FC | 0 – 3           | BVSC Budapest    |
| Ibrány SE                 | 0 – 1           | Vác              |
| Karancslapujtő            | 2 – 1 (dts)     | Monostorpalyi    |
| Karcagi                   | 2 – 3           | Jászberény Vasas |
| Ménfőcsanak               | 0 – 1           | Tatabánya        |
| Móri SE                   | 1 – 3           | Komárom VSE      |
| Szabadszállási            | 0 – 6           | UFC Gyömrő       |

## Settimo turno
Il sorteggio è stato effettuato il 2 settembre 2021.
| Squadra 1         | Risultato   | Squadra 2         |
| ----------------- | ----------- | ----------------- |
| 18 settembre 2021 |             |                   |
| Sényő-Carnifex    | 0 – 7       | MTK Budapest      |
| Dabas             | 1 – 2       | Haladás           |
| Budaörs           | 1 – 3       | Vasas             |
| BVSC Budapest     | 1 – 0       | Iváncsa           |
| Cegléd            | 3 – 0       | Kaposvár          |
| Csepel            | 0 – 1       | Szeged VSE        |
| Debreceni EAC     | 0 – 2       | Kisvárda          |
| UFC Gyömrő        | 1 – 9       | Paks              |
| Jászberény Vasas  | 2 – 1       | Balassagyarmat    |
| Kelen SC          | 0 – 4       | Szeged 2011       |
| Komárom VSE       | 0 – 2       | Mezőkövesd-Zsóry  |
| Monor             | 0 – 3       | Csákvári          |
| Mosonmagyaróvári  | 0 – 3       | Győri ETO         |
| Tököl Városi SK   | 4 – 2       | Teskand           |
| Vác               | 0 – 4       | Zalaegerszeg      |
| Veszprém          | 0 – 1       | Debrecen          |
| Pápai SE          | 1 – 4       | Budafok           |
| Diósgyőr          | 2 – 1       | Szentlőrinci      |
| Kazincbarcika     | 2 – 1       | Szolnok           |
| SC Sopron         | 2 – 6       | Fehérvár          |
| Tiszakécske       | 0 – 3       | Újpest            |
| Békéscsaba        | 3 – 0       | Dorog             |
| Tatabánya         | 3 – 1       | Soroksár          |
| 19 settembre 2021 |             |                   |
| Bonyhád           | 0 – 1       | Pécs              |
| Felsőzsolca       | 0 – 10      | Kecskemét         |
| Hatvan            | 0 – 9       | Ferencváros       |
| Karancslapujtő    | 0 – 5       | Nagykanizsa       |
| Sárosd NSK        | 1 – 3 (dts) | ESMTK Budapest    |
| Zalaszentgrót     | 0 – 2       | III. Kerületi TVE |
| Ajka              | 0 – 1       | Gyirmót           |
| Nyíregyháza       | 1 – 5       | Honvéd            |
| Siófok            | 0 – 3       | Puskás Akadémia   |

## Ottavo turno
Il sorteggio è stato effettuato il 19 settembre 2021.
| Squadra 1         | Risultato       | Squadra 2        |
| ----------------- | --------------- | ---------------- |
| 27 ottobre 2021   |                 |                  |
| ESMTK Budapest    | 2 – 4           | Békéscsaba       |
| Jászberény Vasas  | 0 – 1           | Vasas            |
| Nagykanizsa       | 1 – 0 (dts)     | Tatabánya        |
| Szeged VSE        | 0 – 2           | Cegléd           |
| Tököl Városi SK   | 0 – 7           | Ferencváros      |
| Győri ETO         | 1 – 0           | Puskás Akadémia  |
| Kisvárda          | 4 – 1           | MTK Budapest     |
| Budafok           | 1 – 2           | Újpest           |
| Csákvári          | 2 – 0           | Pécs             |
| Haladás           | 0 – 0 (2-3 dtr) | Gyirmót          |
| Kecskemét         | 2 – 1 (dts)     | Debrecen         |
| Szeged 2011       | 1 – 1 (3-1 dtr) | Mezőkövesd-Zsóry |
| Zalaegerszeg      | 0 – 1 (dts)     | Honvéd           |
| 28 ottobre 2021   |                 |                  |
| Kazincbarcika     | 3 – 2           | Diósgyőr         |
| 3 novembre 2021   |                 |                  |
| BVSC Budapest     | 2 – 5           | Fehérvár         |
| III. Kerületi TVE | 0 – 5           | Paks             |

## Ottavi di finale
Il sorteggio è stato effettuato il 28 ottobre 2021.
| Squadra 1       | Risultato | Squadra 2     |
| --------------- | --------- | ------------- |
| 5 febbraio 2022 |           |               |
| Cegléd          | 0 – 1     | Kazincbarcika |
| 8 febbraio 2022 |           |               |
| Újpest          | 2 – 1     | Kisvárda      |
| Szeged 2011     | 0 – 3     | Fehérvár      |
| 9 febbraio 2022 |           |               |
| Nagykanizsa     | 2 – 3     | Győri ETO     |
| Békéscsaba      | 3 – 1     | Gyirmót       |
| Csákvári        | 0 – 2     | Paks          |
| Kecskemét       | 1 – 2     | Honvéd        |
| Vasas           | 0 – 2     | Ferencváros   |

## Quarti di finale
Il sorteggio è stato effettuato il 9 febbraio 2022.
| Squadra 1     | Risultato | Squadra 2   |
| ------------- | --------- | ----------- |
| 1º marzo 2022 |           |             |
| Kazincbarcika | 0 – 1     | Paks        |
| Honvéd        | 0 – 1     | Ferencváros |
| 2 marzo 2022  |           |             |
| Békéscsaba    | 2 – 3     | Újpest      |
| 3 marzo 2022  |           |             |
| Győri ETO     | 2 – 1     | Fehérvár    |

## Semifinali
Il sorteggio è stato effettuato il 3 marzo 2022.
| Squadra 1      | Risultato | Squadra 2   |
| -------------- | --------- | ----------- |
| 19 aprile 2022 |           |             |
| Paks           | 3 – 0     | Újpest      |
| 20 aprile 2022 |           |             |
| Győri ETO      | 1 – 4     | Ferencváros |

## Finale
| Arbitro: | Tamás Bognár |

|                                |           |  |
| Zachariassen 16’ Boli 83’, 86’ | Marcatori |  |